# داگ دوسی
داگلس ای. «داگ» دوسی (انگلیسی: Doug Ducey؛ زادهٔ ۹ آوریل ۱۹۶۴) فرماندار سابق ایالت آریزونای آمریکا است. او که عضو حزب جمهوری‌خواه ایالات متحده آمریکا در ۵ ژانویه ۲۰۱۵ به عنوان فرماندار سوگند خورد و تا ۲ ژانویه ۲۰۲۳ در این سمت مشغول به فعالیت بود.
او پس از تولد در تولیدو، اوهایو در ۱۹۸۲ به تمپی، آریزونا نقل مکان کرد و وارد دانشگاه ایالتی آریزونا شد.